# Nieuw Utrechts Toneel
Het NUT (Nieuw Utrechts Toneel) is een Utrechts theatergezelschap met als artistieke kern Greg Nottrot en Floor Leene.
Het NUT bestaat sinds 2007 en is, naar eigen zeggen, 'aanjager van de gedachte, aanleiding tot de discussie en gastheer van de ontmoeting'. Het gezelschap produceert de volgende vier initiatieven:

## Het NUT in Leidsche Rijn
Het NUT in Leidsche Rijn is het wijkgezelschap van Utrechts jongste wijk. Jaarlijks maakt het gezelschap een locatievoorstelling over de vinex op oude grond. Elke twee jaar produceert het een jeugdvoorstelling, speciaal voor de jongere bewoners van Leidsche Rijn.

## Orde van de Dag
Orde van de Dag is een hyper-actuele, literaire en muzikale theatershow: 's Morgens in het nieuws, 's avonds op het podium.
Elf keer per jaar geeft een nieuwe generatie acteurs, schrijvers en muzikanten in de Stadsschouwburg Utrecht en t ARSENAAL (BE) hun visie op het allerlaatste nieuws. Het is een show ramvol theaterscènes, muziek, sketches en columns in moordend tempo; de teksten worden nog dezelfde dag geschreven. Naast hun maandelijkse actualiteiten-show toert Orde van de Dag door het land met actuele theatervoorstellingen, zoals Stemmen! en De Ouds en Nieuws Show.

## Met Man & Macht
Met Man & Macht is het nieuwe initiatief van Greg Nottrot & Jibbe Willems, waarmee zij de Koningsdrama's van nu ten tonele brengen. Het is een reeks over macht, ambitie, hoogmoed en de val. Geen bewerkte klassiekers, maar groots nieuw repertoire over de heersers van nu (gelanceerd in 2017-2018).

## De Achtervolgers
Theater ontmoet sport. Over de schoonheid van verliezen en de tragiek van de winnaar (gelanceerd in 2018-2019).

## Gespeelde voorstellingen
In deze lijst staan alle voorstellingen vanaf de oprichting van Het NUT:
- Theater dat alleen in de badkamer kan (2006)
- Half 1,2,3 (2006) naar Half 2 van Arthur Schnitzler
- Stom wachten op een dienstlift (2006) naar the Dumbwaiter van Harold Pinter
- Heel Erg Gewoon (2007)
- Een Daar Gebeurd Verhaal (2007) gebaseerd op het boek Veronika besluit te sterven van Paulo Coelho
- Jan Arends, ik zei de gek (2008) gebaseerd op het leven en werk van Jan Arends
- Vrijdans (2008) gebaseerd op Reigen van Arthur Schnitzler en geschreven door Gérard van Kalmthout en Ronald Giphart
- Bomans hoort u mij (2008) naar het radioprogramma Alleen op een eiland, dagboek van een eilandbewoner en over Godfried Bomans
- Ruis ik slecht verstaan (2008) naar het radioprogramma Alleen op een eiland, dagboek van een eilandbewoner en over Willem Ruis
- MAANDAGEDITIE (2008)
- JijBijMij (2009)
- Roberto 1 en 2, de tragiek van de hedendaagse held (2009) naar Roberto Zucco van Bernard-Marie Koltès
- Celebration, de bestemming waar je ziel naar zocht (2010) voorstelling over geluk gebaseerd op de stadjes Celebration in Florida en Bridgend in Wales
- Cardenio, rehabilitatie van een verloren Shakespeare (2010) Een zoektocht naar het verloren stuk Cardenio van William Shakespeare en John Fletcher
- "Geluk" (2013) Locatievoorstelling met diner in Leidsche Rijn
- "Bingo!" (2013) geïnspireerd op de gelijknamige paradehit van theatergroep De Gebroeders Flint
- "Weg" (2014) Locatievoorstelling met diner in Leidsche Rijn
- "Geheim" (2015) Reconstructie van een verborgen familiegeschiedenis
- "VONK" (2016) Familievoorstelling in Leidsche Rijn
- "Terug, naar De Kersentuin" (2016) gebaseerd op "De Kersentuin" van Tsjechov
- "De Denderende Tijd" (2017) Locatievoorstelling met diner in Leidsche Rijn